# Hilde Scheidt

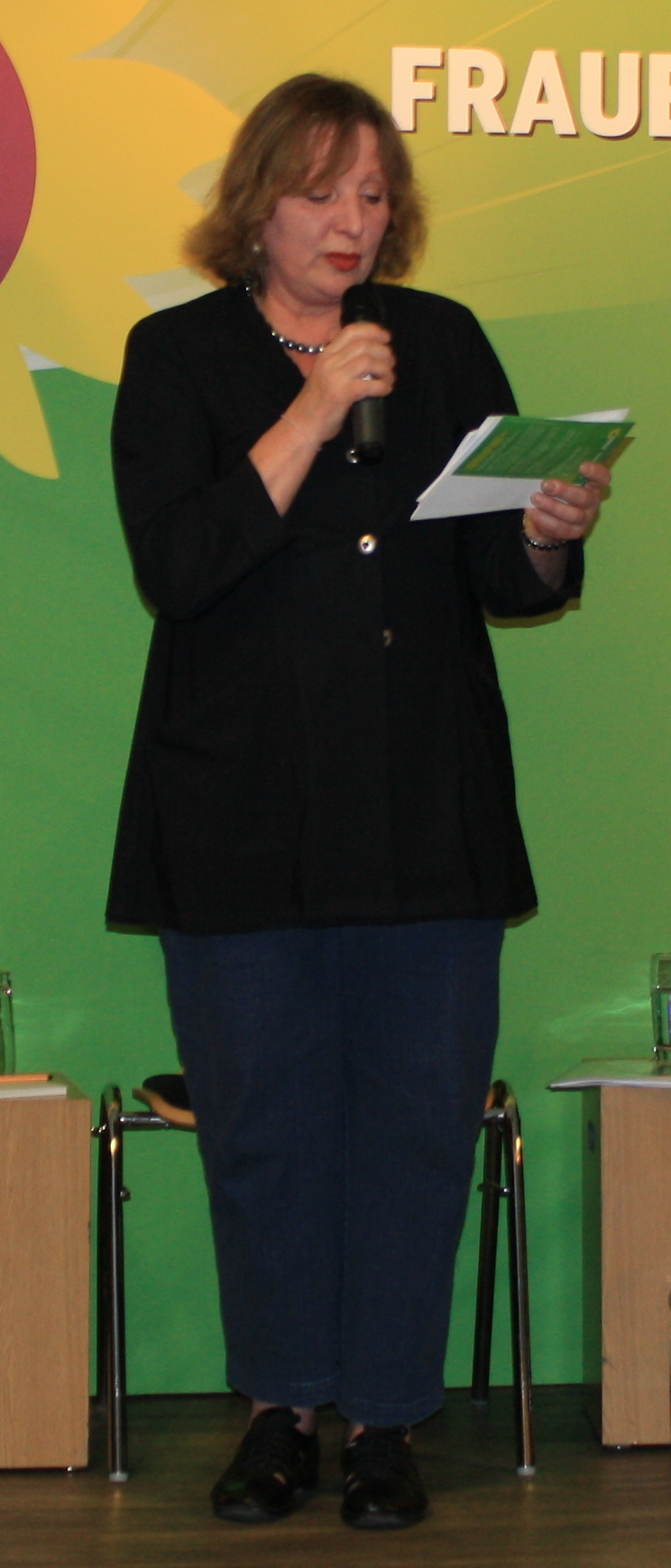
Hilde Scheidt (2011)

Hilde Scheidt (* 10. November 1950 in Stolberg, Kreis Aachen) ist eine deutsche Kommunalpolitikerin (Bündnis 90/Die Grünen) und seit 2004 amtierende Bürgermeisterin der Stadt Aachen.

## Leben und Wirken
Nachdem die am Universitätsklinikum Aachen als medizinisch-technische Assistentin beschäftigte Hilde Scheidt im Jahr 1994 der Partei Bündins90/Die Grünen beigetreten war, wurde sie bereits ein Jahr später als sachkundige Bürgerin im Sozialausschuss eingesetzt. Bei der Kommunalwahl 1995 gelang ihr der Einstieg in den Rat der Stadt Aachen. Hier übernahm Hilde Scheidt zunächst die Funktion der sozialpolitischen und später auch die der jugendpolitischen Sprecherin der Ratsfraktion der Grünen. Mittlerweile gehört sie dem Parteivorstand im Ortsverband Aachen an und ist Mitglied im Integrationsrat der Stadt Aachen.
Nach ihrem neuerlichen Einzug in den Stadtrat bei der Kommunalwahl 2004 wurde Hilde Scheidt neben Sabine Verheyen (CDU) und Astrid Ströbele (SPD) zur dritten Bürgermeisterin der Stadt Aachen gewählt. Sowohl im Jahr 2009 als auch im Jahr 2014 konnte sie ihren Erfolg wiederholen und wurde diesmal neben Margrethe Schmeer (CDU) und Björn Jansen (SPD) wiederum dritte Bürgermeisterin. Seit Ende 2020 ist sie erste Bürgermeisterin der Stadt Aachen.
Hilde Scheidt hat zusammen mit dem Künstler Karl von Monschau den Sohn Maximilian Scheidt, der sich für eine Schauspielkarriere entschieden hat.

## Mitgliedschaften (Auswahl)
Außer ihrer Parteimitgliedschaft bei der Partei Bündnis 90/Die Grünen, gehört Hilde Scheidt
- seit 2010 dem Vorstand des Städtetages NRW an,
- engagiert sie sich im Rahmen der Städtepartnerschaft Aachens mit den Partnerstädten Reims, Kostroma und Naumburg an der Saale,
- ist sie Mitglied in der Organisation des Aachener Friedenspreises e. V. (AFP). Bis 2011 war sie im AFP auch Vorstandsmitglied, trat dann aber wegen vermeintlichen antisemitischen Tendenzen im Verein zurück[2].
- war sie bis zu ihrem Rückzug im Jahre 2011 Mitglied in der Deutsch-Israelischen Gesellschaft, aus der sie anlässlich der Verleihung des DIG-Ehrenpreises an den Publizisten Henryk M. Broder und dessen anschließenden islamkritischen Äußerungen aus Protest austrat.[3]
- Darüber hinaus engagiert sich Hilde Scheidt im Vorstand der afrikanischen Stiftung „Michel Kayoya“, als Patin in der Flüchtlings-Kampagne „Save me“ von Amnesty International sowie im Bildungswerk Carolus Magnus e.V., im Jugendwerk für Internationale Zusammenarbeit der Bleiberger Fabrik Aachen, als Gründungsmitglied in der Bürgerstiftung Lebensraum Aachen und in vielen weiteren Institutionen.